# Плава
Плава́ — река в России, протекает по Тульской области. Устье реки находится в 90 км от устья Упы по левому берегу. Длина реки составляет 89 км, площадь водосборного бассейна — 1880 км².

## География
Берёт начало между деревнями Полибино и Озёрские Выселки Тёпло-Огарёвского района и впадает в Упу у посёлка Крапивна. На протяжении 60 км, начиная от места впадения в неё притока Плавицы пригодна для сплава на байдарках и каяках. На реке расположен город Плавск.

## Притоки (км от устья)
- 7,7 км: река Казарка (лв)
- 11 км: река Холохольня (лв)
- 13 км: река Малынь (лв)
- 40 км: река Локна (лв)
- 42 км: река Мармыжка (пр)
- 54 км: река Сорочка (пр)
- 59 км: река Плавица (лв)

## История
Река Плава (старинное название также Плова) вместе с другим левым притоком Упы — рекой Солова неоднократно упоминаются в описаниях составленной в Разрядном приказе «Книги Большому Чертежу» первой половины XVII века (протограф 1627 года). Обе реки вытекают из обширного историко-географического региона — Куликова поля, пересекаемого с севера на юг Муравским шляхом.
А ниже Тулы верст с 30 и больши пала в Упу река Солова.

А ниже Соловы верст с 6 и больши пала в Упу река Плова; а река Солова и река Плова вытекли с верху реки Мечи ис Куликова поля от Муравского шляху.

## Экологическая обстановка
В декабре 2011 года в реку произошла утечка барды из хранилищ Плавского спиртзавода, вызвавшая массовую гибель рыбы.

## Достопримечательности
На левом берегу Плавы, на северо-западной окраине Плавска, расположен действующий геологический памятник природы регионального значения — обнажение «Белая гора».

## Данные водного реестра
По данным государственного водного реестра России относится к Окскому бассейновому округу, водохозяйственный участок реки — Упа от истока и до устья, речной подбассейн реки — Бассейны притоков Оки до впадения Мокши. Речной бассейн реки — Ока.
Код объекта в государственном водном реестре — 09010100312110000019359.